# رشاد خليفة
رشاد خليفة (بالإنجليزية: Rashad Khalifa) (19 نوفمبر 1935 - 31 يناير 1990) هو مصري هاجر إلى الولايات المتحدة للدراسة في 1959 وتخصّص في مجال الكيمياء الحيوية وأصبح مواطناً أمريكياً بعد حصوله الجنسية الأمريكية. اشتهر بإدعائه الرسالة [بحاجة لمصدر]وبحثه في الإعجاز العددي في القرآن.

## حياته
ولد لأب وأم مصريين وكانت ولادته في مدينة كفر الزيات بمحافظة الغربية بجمهورية مصر العربية، وكانت نشأته الأولى في مدينة طنطا ثم التحق بعد ذلك بكلية الزراعة في مدينة القاهرة وتخرج منها وكان من أوائل دفعته وكان نتيجة لذلك أن أرسلته الجامعة في منحة دراسية لحيازة الماجستير والدكتوراه. وقد نجح في ذلك. كان والده أحد أبرز شيوخ الصوفية في طنطا ولقد تربى رشاد منذ نعومة أظافره في هذا المحيط الصوفي حتى ذهب للدراسة في الولايات المتحدة الأمريكية.
بدأت علاقة رشاد بدراسة القرآن بشكل علمي عندما فكّر في ترجمة القرآن لكي يتمكن أطفاله من قراءة القرآن وفهمه لأن طفليه كانا لا يجيدان العربية لأن مولدهما ونشأتهما كانتا في الولايات المتحدة الأمريكية.
من هنا بدأ رشاد بقراءة ودراسة القرآن بشكل علمي ثم تطورت دراسته إلى إدخال حروف القرآن على الحاسب الآلي لكي يسمح له الله ـ حسب زعمه ـ باكتشاف «أعظم معجزات» القرآن ألا وهي المعجزة العددية التي بنيت على الرقم 19.
نجح رشاد في ترجمة القرآن إلى الإنجليزية [بحاجة لمصدر] واتخذ له مسجداً في مدينة توسان بولاية أريزونا الأمريكية.
واجه رشاد هجوماً من علماء الدين «السنة» بعد إعلانه نبذ منهج (الحديث والسنة) كأحد الركائز التشريعية لدين الإسلام والاكتفاء بالقرآن وحده كمصدر للتشريع. وازدادت هذه العداوات بعد إعلانه أنه (رسول الله رسول الميثاق) المذكور في سورة آل عمران الآية 81 .

## أبحاثه في الإعجاز العددي في القرآن
في العام 1974 استخرج رشاد علاقة بين الرقم 19 والقرآن بشكل عام، وكلماته وحروفه بشكل خاص وقام بتأليف العديد من الكتب فيما يتعلق بالرقم 19 والقرآن، ويعتبر نفسه أول من نبّه وأثبت الرقم 19 في القرآن.[بحاجة لمصدر]

## إدعاءاته حول القرآن
من بين ما ادعى رشاد خليفة، قوله بأن هناك في القرآن آيتين 9:128-129، (لَقَدْ جَاءكُمْ رَسُولٌ مِّنْ أَنفُسِكُمْ عَزِيزٌ عَلَيْهِ مَا عَنِتُّمْ حَرِيصٌ عَلَيْكُم بِالْمُؤْمِنِينَ رَؤُوفٌ رَّحِيمٌ{128} فَإِن تَوَلَّوْاْ فَقُلْ حَسْبِيَ اللّهُ لا إِلَهَ إِلاَّ هُوَ عَلَيْهِ تَوَكَّلْتُ وَهُوَ رَبُّ الْعَرْشِ الْعَظِيمِ){129 } وقال أنهما آيتان شيطانيتان أضيفتا للقرآن من أجل تمجيد النبي وقال أن تلكما الآيتين مدسوستان على القرآن وادّعى ذلك من خلال الرقم 19.

## إعلانه الرسالة
نادى رشاد خليفة أنه رسول الله رسول الميثاق المقصود في سورة رقم 3 الآية 81 من خلال سرّ العدد 19 في القرآن حسب زعمه، على أنّ الله قد اختاره رسولاً. يقول رشاد في رسالته إلى الرؤساء والملوك: «والذين لا يستحقّون رسالة الله ممنوعون من حق الوصول إلى القرآن».
اكتشف رشاد خليفة نظريته بشأن الإعجاز العددي في القرآن في عام 1990م وبما أن القرآن نزل قبل 13 عاماً من الهجرة فإن عدد الأعوام من بداية نزول الوحي إلى تاريخ اكتشاف نظريته هي 1406 أعوام قمرية، وبحسب د. رشاد خليفة أن هذا العدد دليل على أنه رسول لأنه يقبل القسمة على 19 ولاحظ أن 1406 = 19 × 74
كما أن العددين 19 و 74 هما العددان المُركبان للعدد 1974 وهذا العدد هو التاريخ الميلادي لسنة اكتشاف نظريته.
كما أن العدد 19 نفسه قد تم ذكره مرة واحدة في القرآن وذلك في (سورة المدثر) رقم 74 .

## الاغتيال
مات رشاد خليفة مقتولا عن عمر يناهز 54 سنة، إذ تم اغتياله في 31 يناير 1990، وُجِد رشاد خليفة مطعوناً في مسجده فجراً بمدينة توسان من ولاية أريزونا، على يد أحد الأمريكان السود.

## آراء علماء السنة في أقواله
في البداية رحّب علماء السنة باكتشافاته عن الرقم 19 وعن الإعجازات العددية في القرآن إجمالاً، وفتح ذلك المجال واسعاً لظهور تيارات دينية تحديداً تبحث في الأعداد وإعجازاتها في القرآن، إلى أن نادى برسالته التي ادّعَى أنَّهُ كُلِّف بها من عند الله سبحانه وتعالى، وطالب بإلغاء السنة النبوية واعتماد القرآن فقط مصدراً للتشريع الإسلامي، حيث انقلب التيار الديني التقليدي عليه واتخذ موقفاً شديد العداء له، حيث بدأوا يحذرون من تناول موضوع الإعجاز العددي في القرآن، هذا إن لم يرفضوه من الأساس. وقد صدرت الفتاوى في التحذير من دعواه من قِبل علماء أهل السنة والجماعة، مثل الشيخ عبد العزيز بن باز  والشيخ يوسف القرضاوي
فهم قبلوا أقواله في البداية إجمالاً، ولكن التفاصيل التي يتكلف فيها يحذرون منها.
وعلماء السنة يرون الظواهر اللفظية في القرآن أقرب إلى اللطائف القرآنية من الإعجاز، لأن كثيراً منها ليس قطعياً، ولا يترتب عليه شيء، ولأنها لا يُستدل بها على شيء، فلذلك يقبلون اللطائف العددية في الإجمال، ولكن التكلف فيها وفي اختراعها لا ينبغي، لأن القرآن ما نزل لمثل هذا.

## وصلات خارجية
- موقع مفهرس وحساب واحصاء حروف وكلمات وايات القرآن